# Гавриил (Розанов)
Архиепи́скоп Гаврии́л (в миру Васи́лий Фёдорович Ро́занов; 26 января (6 февраля) 1781, Костромская губерния — 8 (20) сентября 1858, Желтиков монастырь, Тверская губерния) — епископ Русской православной церкви, архиепископ Тверской и Кашинский. Российский историк и археолог; первый историограф Екатеринослава и Новороссии.

## Биография
Родился 26 января 1781 года в семье сельского священника Костромской епархии.
Учился в Костромской семинарии, а потом в Троицкой, где его товарищем был Василий Дроздов, будущий московский митрополит Филарет. По окончании семинарии назначен учителем пиитики в Костромскую семинарию, где скоро занял место префекта.
В 1811 году приехал в Петербург и представился митрополиту Амвросию «с поднесением слабых своих опытов труда на поприще наук». Постриженный 15 октября 1811 года в монашество с именем Гавриил, Розанов был назначен префектом Вологодской семинарии; 24 октября возведён в сан архимандрита Спасо-Каменного монастыря. С 11 сентября 1814 года состоял в должности ректора Вологодской семинарии и настоятеля Спасо-Прилуцкого монастыря.
В 1819 году был вызван «на чреду» в Петербург и определён законоучителем 1-го Кадетского Корпуса.
С 1820 года — настоятель в первоклассном Ярославском Толгском монастыре, с исправлением должности ректора семинарии.
18 сентября 1821 года в Москве был посвящён во епископа Орловского и Севского. При нём духовная семинария была перемещена из Севска в Орёл: 8 мая 1827 года состоялось торжественное открытие семинарии в новом корпусе; 18 февраля 1828 года был освящён Семинарский храм во имя Апостола и Евангелиста Иоанна Богослова.
22 мая 1828 года был переведён в Екатеринославскую епархию, обнимавшую в то время, кроме Екатеринославской губернии, губернию Таврическую и восточную часть Херсонской.
В 1829 году он получил Орден Святой Анны 1-й степени; 31 декабря 1832 года был возведён в сан архиепископа.
В Екатеринославе за злоупотребления секретаря и письмоводителя Гавриил получил от Синода «строгое замечание».
В 1837 году Екатеринославская епархия была разделена на Екатеринославскую и Херсонскую, и Гавриил был 9 мая 1837 года назначен архиепископом Херсонским и Таврическим, причем к его епархии были присоединены и уезды Одесский, Ананьевский и Тираспольский, принадлежавшие ранее к Кишинёвской епархии. Епархиальным городом была назначена Одесса, вопреки желанию генерал-губернатора графа Воронцова, указывавшего на город Херсон.
Архиепископу Гавриил прибыл в Одессу 24 июля 1837 года. Как раз в то время в Одессе появилась чума: по настоянию графа Воронцова Гавриил на 4 месяца закрыл церкви; он призывал паству «очистить души постом и покаянием» и не один раз посещал карантин. 2 апреля 1838 года он был награждён орденом святого Владимира 2-й степени за «назидательный образ действия в трудные дни города Одессы». Гавриил устроил архиерейский дом с церковью и несколько новых церквей в Одессе, открыл в октябре 1838 года Херсонскую духовную семинарию, основал женский Михайловский монастырь с епархиальным женским училищем и, по официальным данным, успешно боролся с расколом.
С 1 марта 1848 года — архиепископ Тверской и Кашинский. Тверской период был периодом постепенного ослабления душевных и телесных сил Гавриила. В Твери недостатки управления Гавриила обратили на себя внимание шефа жандармов. «До моего сведения дошло, — писал он гр. Протасову 7 января 1850 года, — что письмоводитель Тверского архиепископа, Пархоменко, пользуясь влиянием своим на Его Преосвященство и снисхождением, которое ему сей последний оказывает, позволяет себе корыстолюбивые действия по управлению делами епархии… и такое злоупотребление, возбуждая ропот, навлекает от жителей нарекание на архиепископа Гавриила, которому известны противозаконные действия помянутого чиновника».
Он был добрым отцом пасомых, и особенно в годы тяжких испытаний. Во время чумы 1837 года преосвященный принял все меры предосторожности, чтобы избежать распространения заразы. Он призвал народ к покаянию. Сам неоднократно посещал карантины. В ответ на эту деятельность преосвященного Гавриила о нем написано немало теплых строк. Другая сторона в характере и действиях Гавриила — это его слабоволие. Он постоянно находился в зависимости от своих подчиненных, которые брали взятки и раздавали места кому хотели.
15 февраля 1857 года он был уволен на покой с пенсией в 1500 рублей и с управлением Калязиным монастырём.
18 марта 1858 года он был переведён в Тверской Желтиков монастырь, где и скончался. Он был погребен в соборной церкви Желтикова монастыря.

## Научная деятельность
Гавриил любил заниматься историей и археологией и оставил довольно много сочинений, изданных в 1854 году в 2-х томах. В Орле он занимался древностями города Мценска и «достопамятностями» Свенскаго монастыря; в Екатеринославе описал собор и Самарский Николаевский монастырь; в Одессе он составил «Хронологическое и Историческое Описание церквей Херсонской епархии» и «Очерк повествования о Новороссийском крае, из оригинальных источников почерпнутый». Уже на старости лет он собирался заняться историей Тверской епархии, «в коей, по его выражению, много, много есть древнего», и тотчас по приезде в Тверь поручил учёным священникам Чередееву и Первухину написать «Историю Тверской Иерархии» (труд Чередеева появился в печати уже в 1850 году, а труд Первухина был издан Тверской Архивной Комиссией).
Его «Поучительные слова, в разное время преподанные» (изд. 1848 году), по отзыву архиепископа Филарета Черниговского, «мало занимательны по слогу и содержанию».

## Труды
- «Историческая записка о пустынно-Николаевском Самарском монастыре». Одесса, 1838.
- «Описание Екатеринославского собора и Самарского Николаевского монастыря. Историко-хронологическое описание церквей епархии Херсонской и Таврической». Одесса, 1848.
- «Устное повествование Никиты Леонтьевича Коржа». Одесса, 1842.
- «Историческая записка о заложении в Екатеринославе соборного храма и начала самого города». Одесса, 1846.
- «Историко-хронологическое описание церквей епархии Одесской и Таврической» — Одесса, 1848. — 71 с.;
- «Очерк повествования о Новороссийском крае» (в «Записках Одесского Общества Истории», т. III и IV);
- «Поучительные слова» (Москва, 1854) и др.
- «Сочинения Гавриила, архиеп. Тверского и Кашинского». М., 1854. 2 т.
- «Остатки христианских древностей в Крыму, в Феодосийском уезде». // Полное собр. соч. ч. 2. М., 1854.
- Очеркъ повѣствованія о Новороссійском краѣ изъ оригинальных источниковъ почерпнутый Архивная копия от 12 марта 2013 на Wayback Machine. Тверь, 1857.